# Unilabor

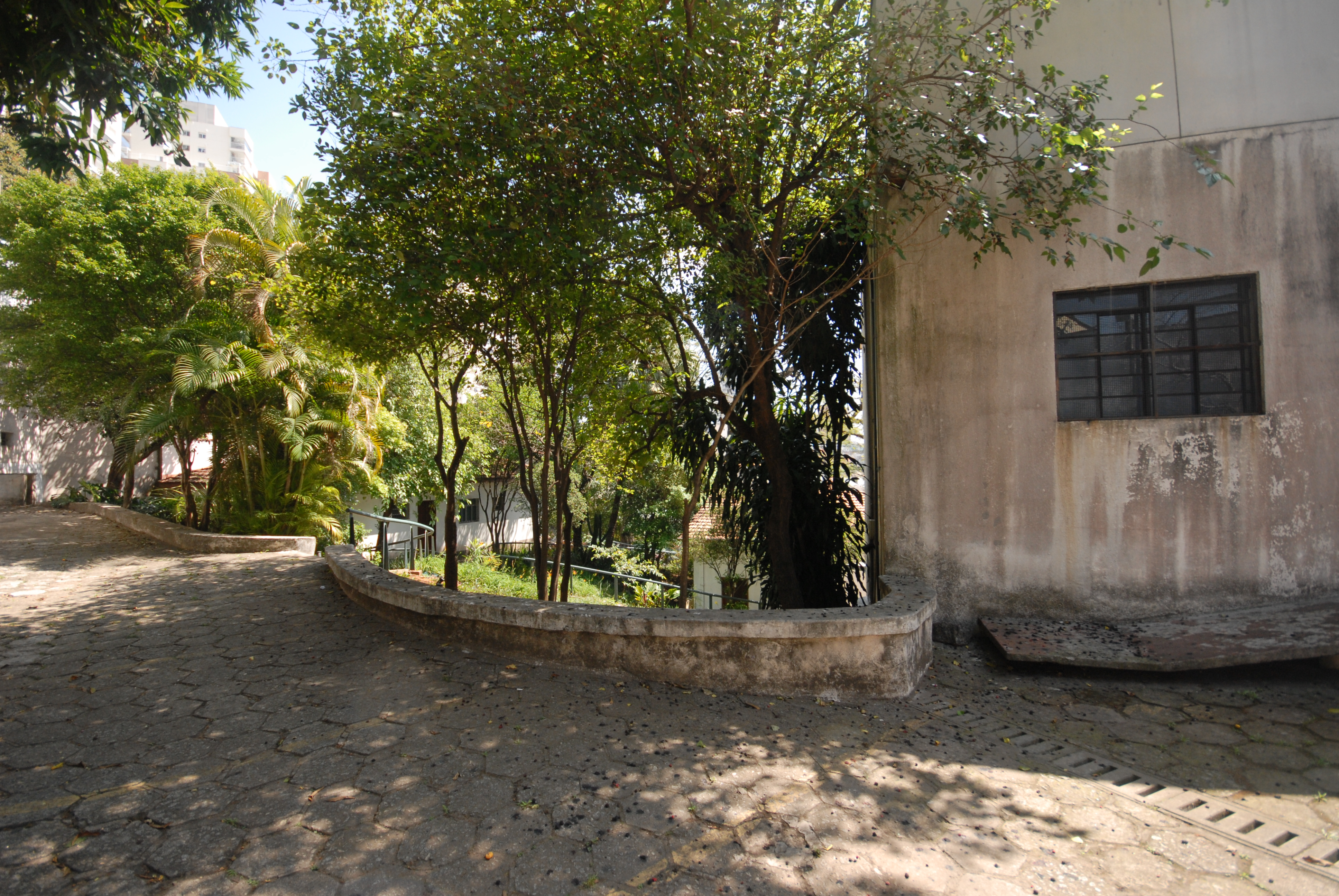
Entorno da Capela do Cristo Operário, onde operou a cooperativa Unilabor

Unilabor é uma cooperativa de produção de móveis modernos que funcionou na cidade de São Paulo, no bairro operário do Alto do Ipiranga, entre 1954 e 1967, e configura um marco para a consolidação do design no Brasil, a partir do trabalho do artista, pintor e fotógrafo Geraldo de Barros, que apesar de não se autodenominar designer, era o responsável pelo desenho dos móveis da fábrica.

## História
Ao contrário de outras vertentes modernas do design em voga naquela época (década de 1950), como a que defendia que a forma seguia a função, para Geraldo de Barros, eram as relações sociais de produção e uso que deveriam moldar a forma. A comunidade de trabalho Unilabor surgiu a partir do encontro de Geraldo de Barros com o frei dominicano João baptista Pereira dos Santos, responsável pela implantação de um projeto comunitário de trabalho, que aliasse arte e trabalho, em torno da Capela do Cristo Operário, por ele erguida no bairro do Alto Ipiranga e para a qual Geraldo de Barros foi convidado a colaborar na decoração, junto a outros artistas como Alfredo Volpi, Bruno Giorgi e Roberto Burle Marx. Além do engajamento de agentes culturais no empreendimento, a principal característica do projeto é a autogestão operária com lucros partilhados entre os funcionários. A cooperativa funcionou até 1967, quando se tornou financeiramente inviável.

### Cooperativa de trabalhadores
O objetivo da cooperativa era o de criar formas de se sustentar nos planos econômico, social e cultural e a fábrica de móveis seria um desses pilares de sustentação. A produção da cooperativa era norteada por uma visão alternativa aos preceitos modernos vigentes na época. Ao contrário de propor o consumo como caminho para o desenvolvimento, ela apregoava o fortalecimento de vínculos de solidariedade entre os trabalhadores. Em resumo, o enfoque da Unilabor era no produtor, e não no produto. Neste sentido, o mobiliário projeto por Barros tinha como concepção de "boa forma" não somente as questões projetuais construtivas, mas também os processos sociais de produção e uso dos produtos.
A Unilabor buscava ser uma empresa mais cooperativa do que corporativa, ou seja, menos alinhada com as ferramentas do sistema capitalista. Neste sentido, os recursos publicitários da fábrica buscavam explicitar uma gestão operária, a partir da visão do seu idealizador, frei João Baptista.
A fábrica Unilabor representa uma tentativa de concretizar o plano nacional o ideal construtivo de integração da arte na vida cotidiana. Intencionava-se abolir a hierarquia entre as belas-artes e as artes aplicadas, e neste sentido encontrava-se no desenho industrial uma possibilidade de ação real do artista, ou designer, na sociedade.

### O padrão UL
Padrão UL era um jargão da Unilabor para identificar suas linhas de produção que era fundada em lógicas modulares e sistêmicas. Ou seja, cada agrupamento de objetos eram compostos por um número limitado de elementos, que padronizados, permitissem que fossem inter cambiáveis entre diferentes modelos. O exemplo mais significativo é a estante MF710, cujas partes permitem múltiplas combinações.

## Ligações Externas
Produtos da Unilabor
Cadeira Unilabor